# Ligne de tramway 14 (SNCV Groupe de Zwevezele)
La ligne 14 est une ancienne ligne du tramway de Knokke de la Société nationale des chemins de fer vicinaux (SNCV) qui reliait Knokke à L'Écluse.

## Histoire
1er mai 1890 : mise en service en traction vapeur entre Knokke Village et L'Écluse Kaai, nouvelle section Westkapelle Village - L'Écluse Kaai (capital 37).
1935 : déviation entre Knokke Village et Westkapelle Hazelaarsdreef par une nouvelle section le long de la nouvelle chaussée en remplacement de l'ancienne section par la place communale de Knokke et une partie en site indépendant supprimée pour l'occasion (capital 37).
6 octobre 1951 : suppression et remplacement par une ligne d'autobus (sans indice), fermeture à tout trafic de la section Westkapelle Village - L'Écluse Kaai (capital 37).

## Exploitation

### Horaires
Tableaux : 334 (1931).